# Clemensia toulgoeti
Clemensia toulgoeti är en fjärilsart som beskrevs av Christian Gibeaux 1983. Clemensia toulgoeti ingår i släktet Clemensia och familjen björnspinnare. Inga underarter finns listade i Catalogue of Life.